# Gerhard Schott (Ozeanograf)

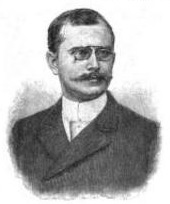
Gerhard Schott (1898)

Gerhard Schott (* 15. August 1866 in Tschirma; † 15. Januar 1961 in Hamburg) war ein deutscher Geograph und Ozeanograph. Auf der Valdivia-Expedition leitete er die ozeanographischen Forschungen.

## Leben
Schott wurde im thüringischen Tschirma geboren und studierte später in Jena und Berlin Geographie und Physik. Im Jahr 1891 promovierte er bei Ferdinand von Richthofen mit der Arbeit Oberflächen-Temperaturen und Strömungen der Ostasiatischen Gewässer. Anschließend unternahm er, finanziert durch ein Stipendium des preußischen Kultusministeriums und der Bremer Reederei Rickmers, auf einem Segelschiff eine einjährige Studienreise nach Süd- und Südostasien.
Ab 1893 war Schott am Meteorologischen Observatorium in Potsdam und ein Jahr später an der Deutschen Seewarte in Hamburg tätig. Dort leitete er ab 1903 die ozeanographische Abteilung und wurde am 20. Februar 1909 Rat 4. Klasse. Er war der Initiator des Lehrstuhls für Meereskunde der 1919 gegründeten Universität Hamburg.
Als Teilnehmer der Valdivia-Expedition 1898–1899 untersuchte er die Gewässer des Atlantiks, Indischen Ozeans und Südpolarmeeres.
Mit seinen Werken Geographie des Atlantischen Ozeans (1912) und Geographie des Indischen und Stillen Ozeans (1935) schuf er ein in seiner Zeit beispielloses Gesamtbild des Weltozeans. Er war der international bekannteste Meeresforscher seiner Zeit.
Schott war Mitglied zahlreicher geographischer Gesellschaften und ab 1926 auch der Leopoldina in der Sektion Geographie. 1925 wurde er zum korrespondierenden Mitglied der Göttinger Akademie der Wissenschaften gewählt. Er war Träger der Karl-Ritter-Medaille (1903), der Silber-Medaille des Ozeanografischen Instituts Monaco (1911), der Seewarten-Medaille in Silber (1912) und der Goldenen Georg-von-Neumayer-Medaille (1936). Seit 1953 trägt das Schott Inlet seinen Namen, eine Bucht an der Ostküste der Antarktischen Halbinsel.
Sein Sohn Wolfgang Schott war Geologe an der Bundesanstalt für Geowissenschaften und Rohstoffe und ebenfalls ab den 1930er Jahren an Tiefseeexpeditionen beteiligt.

## Werke (Auswahl)
- Oberflächen-Temperaturen und Strömungen der Ostasiatischen Gewässer. In: Aus dem Archiv der Deutschen Seewarte. Band 14, 1891.
- Wissenschaftliche Ergebnisse einer Forschungsreise zur See, ausgeführt in den Jahren 1891 und 1892. Ergänzungsheft No. 109 zu Petermanns Mitteilungen, Justus Perthes, Gotha 1893
- Ozeanographie und maritime Meteorologie. (= Carl Chun (Hrsg.): Wissenschaftliche Ergebnisse der Deutschen Tiefsee-Expedition auf dem Dampfer „Valdivia“ 1898–1899, Band 1), Gustav Fischer, Jena 1902.
- Physische Meereskunde, Göschen’sche Verlagshandlung, Leipzig 1903.
- Geographie des Atlantischen Ozeans, Boysen, Hamburg 1912.
- Geographie des Indischen und Stillen Ozeans, Boysen, Hamburg 1935.